# Champions Trophy féminin 2014
Navigation
2012 2016
Le Champions Trophy féminin 2014 était la 21e édition du Champions Trophy féminin. Il s'est tenu du 29 novembre au 7 décembre 2014 à Mendoza, Argentine. À partir de cette année, le tournoi a commencé à se tenir tous les deux ans en raison de l'introduction de la Ligue mondiale, revenant à son format d'origine modifié en 1999.
L'Argentine a remporté le tournoi pour la sixième fois après avoir battu l'Australie 3-1 en finale sur une séance de tirs au but après un match nul 1-1, égalant le record de six titres précédemment établi par l'Australie et les Pays-Bas en 2003 et 2011 respectivement. Les Pays-Bas ont remporté le match pour la troisième place en battant la Nouvelle-Zélande 2-1.

## Équipes qualifiées
En plus de la nation hôte, les cinq premières de l'édition précédente et la gagnante du Champions Challenge I 2012 se sont qualifiées automatiquement. Les places restantes ont été désignées par le comité exécutif de la FIH, soit un total de 8 équipes en compétition. Si l'une des équipes refusait de jouer, cette place serait attribuée au meilleur finisseur suivant du tournoi précédent, il en va de même pour les équipes désignées par le Comité Exécutif.
- Argentine (Pays hôte + tenant du titre)
- Angleterre (Deuxième en 2012 en tant que  Grande-Bretagne)
- Pays-Bas (Troisième en 2012)
- Allemagne (Quatrième en 2012)
- Japon (Cinquième en 2012)
- Australie (Vainqueur du Champions Challenge I 2012)
- Chine (Nommé par le Conseil exécutif de la FIH)[4]
- Nouvelle-Zélande (Nommé par le Conseil exécutif de la FIH)[4]

## Arbitres
Voici les 10 arbitres nommés par la Fédération internationale de hockey:
- Fanneke Alkemade
- Annelize Rostron
- Chieko Soma
- Kylie Seymour
- Mercedes Sánchez
- Sarah Wilson
- Lisa Roach
- Mariana Reydo
- Stéphanie Judefind
- Kelly Hudson

## Premier tour
Toutes les heures correspondent à l'heure normale d'Argentine (UTC-3)

### Poule A
| Rang | Équipe           | J | V | N | P | BP | BC | Diff | Pts |
| ---- | ---------------- | - | - | - | - | -- | -- | ---- | --- |
| 1    | Nouvelle-Zélande | 3 | 2 | 1 | 0 | 5  | 2  | +3   | 7   |
| 2    | Pays-Bas         | 3 | 2 | 1 | 0 | 4  | 1  | +3   | 7   |
| 3    | Japon            | 3 | 0 | 1 | 2 | 2  | 4  | -2   | 1   |
| 4    | Chine            | 3 | 0 | 1 | 2 | 1  | 5  | -4   | 1   |

Source: FIH
En cas d'égalité de points de plusieurs équipes à l'issue des matchs de poule, les critères suivants sont appliqués dans l'ordre indiqué pour établir leur classement
1. Points,
2. Différence de buts,
3. Buts marqués,
4. Face à face.

| Match 1                | Pays-Bas        | 2 - 0   | Chine |                                                                           |                                                                           |
| 29 novembre 2014 11h30 | Paumen 41e, 42e | (0 - 0) |       | Arbitrage : Mercedes Sánchez Kelly Hudson Arbitre vidéo : Carol Metchette | Arbitrage : Mercedes Sánchez Kelly Hudson Arbitre vidéo : Carol Metchette |
| 29 novembre 2014 11h30 | Rapport         |         |       | Arbitrage : Mercedes Sánchez Kelly Hudson Arbitre vidéo : Carol Metchette | Arbitrage : Mercedes Sánchez Kelly Hudson Arbitre vidéo : Carol Metchette |

| Match 2                | Nouvelle-Zélande       | 2 - 1   | Japon         |                                                                       |                                                                       |
| 29 novembre 2014 14h00 | Merry 46e · Gunson 51e | (0 - 0) | 49e Yamashita | Arbitrage : Mariana Reydo Fanneke Alkemade Arbitre vidéo : Lisa Roach | Arbitrage : Mariana Reydo Fanneke Alkemade Arbitre vidéo : Lisa Roach |
| 29 novembre 2014 14h00 | Rapport                |         |               | Arbitrage : Mariana Reydo Fanneke Alkemade Arbitre vidéo : Lisa Roach | Arbitrage : Mariana Reydo Fanneke Alkemade Arbitre vidéo : Lisa Roach |

| Match 5                | Pays-Bas          | 1 - 1   | Nouvelle-Zélande |                                                                          |                                                                          |
| 30 novembre 2014 11h30 | Van Maasakker 28e | (1 - 0) | 46e Merry        | Arbitrage : Stéphanie Judefind Chieko Soma Arbitre vidéo : Kylie Seymour | Arbitrage : Stéphanie Judefind Chieko Soma Arbitre vidéo : Kylie Seymour |
| 30 novembre 2014 11h30 | Rapport           |         |                  | Arbitrage : Stéphanie Judefind Chieko Soma Arbitre vidéo : Kylie Seymour | Arbitrage : Stéphanie Judefind Chieko Soma Arbitre vidéo : Kylie Seymour |

| Match 6                | Chine       | 1 - 1   | Japon         |                                                                           |                                                                           |
| 30 novembre 2014 14h00 | Li J.Q. 26e | (1 - 1) | 25e Nakashima | Arbitrage : Annelize Rostron Sarah Wilson Arbitre vidéo : Carol Metchette | Arbitrage : Annelize Rostron Sarah Wilson Arbitre vidéo : Carol Metchette |
| 30 novembre 2014 14h00 | Rapport     |         |               | Arbitrage : Annelize Rostron Sarah Wilson Arbitre vidéo : Carol Metchette | Arbitrage : Annelize Rostron Sarah Wilson Arbitre vidéo : Carol Metchette |

| Match 11              | Nouvelle-Zélande | 2 - 0   | Chine |                                                                            |                                                                            |
| 2 décembre 2014 18h00 | Punt 18e, 24e    | (2 - 0) |       | Arbitrage : Mariana Reydo Mercedes Sánchez Arbitre vidéo : Carol Metchette | Arbitrage : Mariana Reydo Mercedes Sánchez Arbitre vidéo : Carol Metchette |
| 2 décembre 2014 18h00 | Rapport          |         |       | Arbitrage : Mariana Reydo Mercedes Sánchez Arbitre vidéo : Carol Metchette | Arbitrage : Mariana Reydo Mercedes Sánchez Arbitre vidéo : Carol Metchette |

| Match 12              | Pays-Bas   | 1 - 0   | Japon |                                                                           |                                                                           |
| 2 décembre 2014 20h30 | Paumen 60e | (0 - 0) |       | Arbitrage : Kylie Seymour Kelly Hudson Arbitre vidéo : Stéphanie Judefind | Arbitrage : Kylie Seymour Kelly Hudson Arbitre vidéo : Stéphanie Judefind |
| 2 décembre 2014 20h30 | Rapport    |         |       | Arbitrage : Kylie Seymour Kelly Hudson Arbitre vidéo : Stéphanie Judefind | Arbitrage : Kylie Seymour Kelly Hudson Arbitre vidéo : Stéphanie Judefind |

### Poule B
| Rang | Équipe     | J | V | N | P | BP | BC | Diff | Pts |
| ---- | ---------- | - | - | - | - | -- | -- | ---- | --- |
| 1    | Argentine  | 3 | 2 | 1 | 0 | 6  | 2  | +4   | 7   |
| 2    | Australie  | 3 | 2 | 1 | 0 | 6  | 3  | +3   | 7   |
| 3    | Allemagne  | 3 | 0 | 1 | 2 | 2  | 5  | -3   | 1   |
| 4    | Angleterre | 3 | 0 | 1 | 2 | 3  | 7  | -4   | 1   |

Source: FIH
En cas d'égalité de points de plusieurs équipes à l'issue des matchs de poule, les critères suivants sont appliqués dans l'ordre indiqué pour établir leur classement
1. Points,
2. Différence de buts,
3. Buts marqués,
4. Face à face.

| Match 3                | Australie     | 2 - 1   | Angleterre |                                                                      |                                                                      |
| 29 novembre 2014 16h30 | Kenny 6e, 55e | (1 - 0) | 40e Watton | Arbitrage : Chieko Soma Sarah Wilson Arbitre vidéo : Carol Metchette | Arbitrage : Chieko Soma Sarah Wilson Arbitre vidéo : Carol Metchette |
| 29 novembre 2014 16h30 | Rapport       |         |            | Arbitrage : Chieko Soma Sarah Wilson Arbitre vidéo : Carol Metchette | Arbitrage : Chieko Soma Sarah Wilson Arbitre vidéo : Carol Metchette |

| Match 4                | Argentine    | 1 - 0   | Allemagne |                                                                       |                                                                       |
| 29 novembre 2014 19h00 | A. Habif 52e | (0 - 0) |           | Arbitrage : Kylie Seymour Annelize Rostron Arbitre vidéo : Lisa Roach | Arbitrage : Kylie Seymour Annelize Rostron Arbitre vidéo : Lisa Roach |
| 29 novembre 2014 19h00 | Rapport      |         |           | Arbitrage : Kylie Seymour Annelize Rostron Arbitre vidéo : Lisa Roach | Arbitrage : Kylie Seymour Annelize Rostron Arbitre vidéo : Lisa Roach |

| Match 7                | Angleterre | 1 - 1   | Allemagne    |                                                                       |                                                                       |
| 30 novembre 2014 16h30 | Watton 40e | (0 - 1) | 22e Hillmann | Arbitrage : Mercedes Sánchez Lisa Roach Arbitre vidéo : Kylie Seymour | Arbitrage : Mercedes Sánchez Lisa Roach Arbitre vidéo : Kylie Seymour |
| 30 novembre 2014 16h30 | Rapport    |         |              | Arbitrage : Mercedes Sánchez Lisa Roach Arbitre vidéo : Kylie Seymour | Arbitrage : Mercedes Sánchez Lisa Roach Arbitre vidéo : Kylie Seymour |

| Match 8                | Argentine | 1 - 1   | Australie |                                                                           |                                                                           |
| 30 novembre 2014 19h00 | Aymar 52e | (0 - 1) | 27e Smith | Arbitrage : Fanneke Alkemade Kelly Hudson Arbitre vidéo : Carol Metchette | Arbitrage : Fanneke Alkemade Kelly Hudson Arbitre vidéo : Carol Metchette |
| 30 novembre 2014 19h00 | Rapport   |         |           | Arbitrage : Fanneke Alkemade Kelly Hudson Arbitre vidéo : Carol Metchette | Arbitrage : Fanneke Alkemade Kelly Hudson Arbitre vidéo : Carol Metchette |

| Match 9               | Australie                             | 3 - 1   | Allemagne |                                                                                 |                                                                                 |
| 2 décembre 2014 13h00 | Nanscawen 17e · Kenny 32e · Smith 45e | (1 - 0) | 60e Hauke | Arbitrage : Stéphanie Judefind Annelize Rostron Arbitre vidéo : Carol Metchette | Arbitrage : Stéphanie Judefind Annelize Rostron Arbitre vidéo : Carol Metchette |
| 2 décembre 2014 13h00 | Rapport                               |         |           | Arbitrage : Stéphanie Judefind Annelize Rostron Arbitre vidéo : Carol Metchette | Arbitrage : Stéphanie Judefind Annelize Rostron Arbitre vidéo : Carol Metchette |

| Match 10              | Argentine                                             | 4 - 1   | Angleterre |                                                                     |                                                                     |
| 2 décembre 2014 15h30 | Rebecchi 18e · D'Elía 51e · Luchetti 56e · Merino 58e | (1 - 1) | 7e Bray    | Arbitrage : Lisa Roach Chieko Soma Arbitre vidéo : Fanneke Alkemade | Arbitrage : Lisa Roach Chieko Soma Arbitre vidéo : Fanneke Alkemade |
| 2 décembre 2014 15h30 | Rapport                                               |         |            | Arbitrage : Lisa Roach Chieko Soma Arbitre vidéo : Fanneke Alkemade | Arbitrage : Lisa Roach Chieko Soma Arbitre vidéo : Fanneke Alkemade |

## Phase de classement

### Tableau
|  | Demi-finales pour la 5e place | Demi-finales pour la 5e place |                        |       | Match pour la 5e place | Match pour la 5e place |
|  | Demi-finales pour la 5e place | Demi-finales pour la 5e place |                        |       | Match pour la 5e place | Match pour la 5e place |
|  |                               |                               |                        |       |                        |                        |
|  |                               |                               |                        |       |                        |                        |
|  |                               |                               |                        |       |                        |                        |
|  | Chine                         | 0 (5)                         |                        |       |                        |                        |
|  | Chine                         | 0 (5)                         |                        |       |                        |                        |
|  | Allemagne                     | 0 (4)                         |                        |       |                        |                        |
|  | Allemagne                     | 0 (4)                         | Chine                  | 1 (2) |                        |                        |
|  |                               |                               | Chine                  | 1 (2) |                        |                        |
|  |                               | Angleterre                    | 1 (3)                  |       |                        |                        |
|  | Angleterre                    | Angleterre                    | 1 (3)                  | 3     |                        |                        |
|  | Angleterre                    |                               |                        | 3     |                        |                        |
|  | Japon                         | 1                             |                        |       |                        |                        |
|  | Japon                         | 1                             | Match pour la 7e place |       |                        |                        |
|  |                               |                               |                        |       |                        |                        |
|  |                               |                               |                        |       |                        |                        |
|  |                               |                               |                        |       |                        |                        |
|  | Allemagne                     | 5                             |                        |       |                        |                        |
|  | Allemagne                     | 5                             |                        |       |                        |                        |
|  | Japon                         | 3                             |                        |       |                        |                        |
|  | Japon                         | 3                             |                        |       |                        |                        |

## Phase finale

### Tableau
|  | Quarts de finale | Quarts de finale |           |          | Demi-finales           | Demi-finales |  |  | Finale           | Finale |
|  | Quarts de finale | Quarts de finale |           |          | Demi-finales           | Demi-finales |  |  | Finale           | Finale |
|  |                  |                  |           |          |                        |              |  |  |                  |        |
|  |                  |                  |           |          |                        |              |  |  |                  |        |
|  |                  |                  |           |          |                        |              |  |  |                  |        |
|  | Argentine        | 7                |           |          |                        |              |  |  |                  |        |
|  | Argentine        | 7                |           |          |                        |              |  |  |                  |        |
|  | Chine            | 2                |           |          |                        |              |  |  |                  |        |
|  | Chine            | 2                | Argentine | 2        |                        |              |  |  |                  |        |
|  |                  |                  | Argentine | 2        |                        |              |  |  |                  |        |
|  |                  | Pays-Bas         | 1         |          |                        |              |  |  |                  |        |
|  | Pays-Bas         | Pays-Bas         | 1         | 1        |                        |              |  |  |                  |        |
|  | Pays-Bas         |                  |           | 1        |                        |              |  |  |                  |        |
|  | Allemagne        | 0                |           |          |                        |              |  |  |                  |        |
|  | Allemagne        | 0                | Argentine | 1 (3)    |                        |              |  |  |                  |        |
|  |                  |                  | Argentine | 1 (3)    |                        |              |  |  |                  |        |
|  |                  | Australie        | 1 (1)     |          |                        |              |  |  |                  |        |
|  | Australie        | Australie        | 1 (1)     | 4        |                        |              |  |  |                  |        |
|  | Australie        |                  |           | 4        |                        |              |  |  |                  |        |
|  | Japon            | 1                |           |          |                        |              |  |  |                  |        |
|  | Japon            | 1                | Australie | 1 (3)    |                        |              |  |  |                  |        |
|  |                  |                  | Australie | 1 (3)    | Match pour la 3e place |              |  |  |                  |        |
|  |                  | Nouvelle-Zélande | 1 (0)     |          |                        |              |  |  |                  |        |
|  | Nouvelle-Zélande | Nouvelle-Zélande | 1 (0)     | 3        |                        |              |  |  |                  |        |
|  | Nouvelle-Zélande |                  |           | 3        |                        |              |  |  |                  |        |
|  | Angleterre       | 1                |           | Pays-Bas | 2                      |              |  |  |                  |        |
|  | Angleterre       | 1                |           | Pays-Bas | 2                      |              |  |  |                  |        |
|  |                  |                  |           |          |                        |              |  |  | Nouvelle-Zélande | 1      |
|  |                  |                  |           |          |                        |              |  |  | Nouvelle-Zélande | 1      |

### Quarts de finale
| Match 15              | Pays-Bas         | 1 - 0   | Allemagne |                                                                           |                                                                           |
| 4 décembre 2014 13h00 | Van der Pols 46e | (0 - 0) |           | Arbitrage : Lisa Roach Stéphanie Judefind Arbitre vidéo : Carol Metchette | Arbitrage : Lisa Roach Stéphanie Judefind Arbitre vidéo : Carol Metchette |
| 4 décembre 2014 13h00 | Rapport          |         |           | Arbitrage : Lisa Roach Stéphanie Judefind Arbitre vidéo : Carol Metchette | Arbitrage : Lisa Roach Stéphanie Judefind Arbitre vidéo : Carol Metchette |

| Match 14              | Australie                                  | 4 - 1   | Japon      |                                                                            |                                                                            |
| 4 décembre 2014 15h30 | Nanscawen 4e · Kenny 7e, 9e · Flanagan 54e | (3 - 0) | 51e Otsuka | Arbitrage : Fanneke Alkemade Annelize Rostron Arbitre vidéo : Kelly Hudson | Arbitrage : Fanneke Alkemade Annelize Rostron Arbitre vidéo : Kelly Hudson |
| 4 décembre 2014 15h30 | Rapport                                    |         |            | Arbitrage : Fanneke Alkemade Annelize Rostron Arbitre vidéo : Kelly Hudson | Arbitrage : Fanneke Alkemade Annelize Rostron Arbitre vidéo : Kelly Hudson |

| Match 13              | Nouvelle-Zélande                       | 3 - 1   | Angleterre   |                                                                         |                                                                         |
| 4 décembre 2014 18h00 | Keddell 11e · Punt 23e · Michelsen 50e | (2 - 1) | 13e Unsworth | Arbitrage : Mariana Reydo Kylie Seymour Arbitre vidéo : Carol Metchette | Arbitrage : Mariana Reydo Kylie Seymour Arbitre vidéo : Carol Metchette |
| 4 décembre 2014 18h00 | Rapport                                |         |              | Arbitrage : Mariana Reydo Kylie Seymour Arbitre vidéo : Carol Metchette | Arbitrage : Mariana Reydo Kylie Seymour Arbitre vidéo : Carol Metchette |

| Match 16              | Argentine                                                              | 7 - 2   | Chine                       |                                                                        |                                                                        |
| 4 décembre 2014 20h30 | Barrionuevo 10e, 55e · Romang 12e · Rebecchi 16e, 30e, 50e · Aymar 22e | (5 - 1) | 24e Wang M.Y. · 56e Peng Y. | Arbitrage : Kelly Hudson Sarah Wilson Arbitre vidéo : Annelize Rostron | Arbitrage : Kelly Hudson Sarah Wilson Arbitre vidéo : Annelize Rostron |
| 4 décembre 2014 20h30 | Rapport                                                                |         |                             | Arbitrage : Kelly Hudson Sarah Wilson Arbitre vidéo : Annelize Rostron | Arbitrage : Kelly Hudson Sarah Wilson Arbitre vidéo : Annelize Rostron |

## Classement final
| Rang               | Grp | Équipe           | J | V | N | P | BP | BC | Diff | Pts | Classement final             |
| ------------------ | --- | ---------------- | - | - | - | - | -- | -- | ---- | --- | ---------------------------- |
| Médaille d'or      | B   | Argentine        | 6 | 4 | 2 | 0 | 16 | 6  | +10  | 14  | Médaille d'or                |
| Médaille d'argent  | B   | Australie        | 6 | 3 | 3 | 0 | 12 | 6  | +6   | 12  | Médaille d'argent            |
| Médaille de bronze | A   | Pays-Bas         | 6 | 4 | 1 | 1 | 8  | 4  | +4   | 13  | Médaille de bronze           |
| 4                  | A   | Nouvelle-Zélande | 6 | 2 | 2 | 2 | 10 | 6  | +4   | 8   | Quatrième place              |
| 5                  | B   | Angleterre       | 6 | 1 | 2 | 3 | 8  | 12 | -4   | 5   | Éliminés en quarts de finale |
| 6                  | A   | Chine            | 6 | 0 | 3 | 3 | 4  | 13 | -9   | 3   | Éliminés en quarts de finale |
| 7                  | B   | Allemagne        | 6 | 1 | 2 | 3 | 7  | 9  | -2   | 5   | Éliminés en quarts de finale |
| 8                  | A   | Japon            | 6 | 0 | 1 | 5 | 7  | 16 | -9   | 1   | Éliminés en quarts de finale |